# Opius rectinervatus
Opius rectinervatus är en stekelart som beskrevs av Fischer 1968. Opius rectinervatus ingår i släktet Opius och familjen bracksteklar. Inga underarter finns listade i Catalogue of Life.